# Jürgen Reil
Jürgen Reil surnommé Ventor est un batteur allemand né le 29 juin 1966.

## Biographie
Il est connu comme étant le batteur du groupe Kreator, de 1982 jusqu'à 1994, où il fut remplacé par Joe Cangelosi puis de son retour en 1996 à aujourd'hui.
Il partagera aussi le chant avec Mille Petrozza sur les deux premiers albums du groupe, Endless Pain et Pleasure to Kill.